# Eテレフリーゾーン
Eテレフリーゾーン（イーテレフリーゾーン）はNHK Eテレで放送されている特別番組枠。

## 概要
NHK Eテレの土日の午後に編成される番組枠。2014年度は土曜深夜にも編成される。
2005年度までは再放送中心の番組枠『土曜アンコール』（どようアンコール）、『日曜アンコール』（にちようアンコール）を編成。2006年度以降、スポーツ中継や学校関連大会の放送を増加させることで放送番組の充実を図り、「Eテレ」の呼称が開始された2011年度から番組枠『Eテレフリーゾーン』の編成開始。

## 放送時間
2014年度
- 土曜14:00 - 17:00
- 土曜24:00 - 26:00
- 日曜15:00 - 17:00

## 放送番組

### 随時編成
- Eテレセレクション
- Eテレシアター
- TVシンポジウム（土曜14:00-15:00）
- 福島をずっと見ているTV（土曜24:00-24:25）
- 新世代が解く!ニッポンのジレンマ（土曜24:00-25:00）

### スポーツ
- NHK杯全日本カヌースラローム競技大会
- 全国小学生陸上競技交流大会
- 全日本選手権競漕大会
- 国民体育大会
- 全国高等学校総合体育大会
- 全国中学校体育大会
- 全国障害者スポーツ大会（開会式のみ）
- 東京六大学野球（早慶戦のみ）
- 全日本学生柔道体重別団体優勝大会
- 全日本ソフトテニス選手権大会
- 全日本テニス選手権（シングルスのみ）
- 全国学生相撲選手権大会（個人戦のみ）
- 全日本障害馬術大会
- 関西大学ラグビーフットボールリーグ
- 全日本アマチュアボクシング選手権大会
- 全日本ホッケー選手権大会
- 全日本空手道選手権大会（全日本空手道連盟主催）
- 日本ハンドボール選手権大会（男子決勝）
- 全国大学ラグビーフットボール選手権大会
- 天皇杯全日本バスケットボール選手権大会
- 全日本卓球選手権大会

### 音楽・ダンス
- 思い出の名演奏
- NHK全国学校音楽コンクール
- 日本音楽コンクール本選会
- NHKバレエの饗宴
- ローザンヌ国際バレエコンクール
- 全日本高校・大学ダンスフェスティバル

### 芸術
- ABUデジスタ・ティーンズ
- ぼくの絵わたしの絵 全国教育美術展から

### 古典芸能
- NHK講談大会
- NHK東西浪曲大会
- NHK古典芸能鑑賞会

### 俳句・短歌
- 俳句王国がゆく
- 俳句甲子園
- NHK全国短歌大会
- NHK全国俳句大会

### 囲碁・将棋
- 決定!こども囲碁名人 少年少女囲碁大会
- テレビ囲碁アジア選手権
- 全日本アマチュア将棋名人戦
- 決定!こども将棋名人 小学生将棋名人戦
- 将棋の日

### その他
- ワタシの見たニッポン 外国人による日本語弁論大会
- 青春舞台 全国高等学校演劇大会

## 終了・枠移動した番組
- 21人の輪（2011年6月4日 - 2012年4月8日）
- オーケストラの森
- 栄光へのステップ 日本インターナショナルダンス選手権大会
- 古典芸能への招待
- 白熱教室
- シンサイミライ学校